# Réticule II
Reticulum II
Réticule II (lire « deux »), de désignation internationale Reticulum II (en abrégé Ret II) et également dénommée DES J0335.6-5403, est une galaxie naine ultra-pâle située à une distance d'environ 30 kiloparsecs du Soleil, dans la constellation australe du Réticule.

## Découverte
Réticule II a été découverte grâce aux données collectées par le Dark Energy Survey (DES) avec le télescope Víctor M. Blanco de l'observatoire interaméricain du Cerro Tololo au Chili.
Sa découverte a été annoncée en 2015 par Sergey E. Koposov, Vasily Belokurov, Gabriel Torrealba et N. Wyn Evans.

## Caractéristiques astronomiques
Ret II est une galaxie naine ultra-pâle et probablement sphéroïdale.
C'est un satellite de notre galaxie la Voie lactée, et Ret II appartient donc au sous-groupe local. Pour une galaxie satellite elle est particulièrement proche.

## Caractéristiques astrophysiques
Des spectres à haute résolution des étoiles les plus brillantes de Ret II ont été obtenus en 2015 à l'aide du télescope Magellan Clay. Sept de ces neuf étoiles se sont révélées de type r-II, c'est-à-dire extrêmement enrichies (par rapport au fer) en éléments issus du processus r. Jusqu'alors on n'avait trouvé que quelques étoiles r-II, dans le halo galactique. Ret II est ainsi la première galaxie enrichie en « éléments r ». La métallicité de Ret II étant extrêmement faible, cet enrichissement ne peut pas être expliqué par des explosions de supernovas. Il est probablement dû à des fusions d'étoiles à neutrons, tôt dans l'histoire de cette galaxie naine. Cette observation remet en cause le contexte du processus r, qui était jusque-là associé principalement aux supernovas,.